# روكي أوبراين
روكي أوبراين (بالإنجليزية: Rocky O'Brien)‏ هو لاعب كرة قدم أيرلندي، ولد في 6 مايو 1963. لعب مع نادي سليغو روفرز.